# Инаугурация Билла Клинтона (1997)
Повторная инаугурация Уильяма Джефферсона Клинтона состоялась 20 января 1997 года. С этого события начался второй и последний президентский срок Клинтона, который продлился до 2001 года

## Церемония
После утренней молитвы, Клинтон как и в 1993 году, во время первой инаугурации, направлялся в сопровождении своей жены Хиллари и дочери Челси к западной стороне Капитолия, чтобы принести присягу.

Альберт Гор во второй раз приносит присягу вице-президента США

После прибытия Клинтона, присутствующие на церемонии принесли клятву верности флагу США.
По традиции, сначала в должность во второй раз вступил вице-президент Альберт (Эл) Гор. Его присягу приняла тогдашняя судья Верховного суда США — Рут Гинзбург. После зачитывания клятвы, певица-сопрано Джесси Норман исполнила несколько патриотических песен.
После этого, наступила очередь самого Билла Клинтона. В полдень по Вашингтонскому времени, положив руку на Библию, в окружении ряда людей он произнёс присягу, которую как и в 1993 году принял председатель Верховного суда — Уильям Ренквист. Библию также как и в прошлый раз держала его жена Хиллари Клинтон, а рядом с ними стояла дочь Челси Клинтон.
В своей инаугурационной речи, Клинтон много говорил об американской истории, обсуждал проблемы, которые предстоят решить США в XXI столетии. Отдал дань уважения Мартину Лютеру Кингу и призывал американцев, в независимости от их расы, культуры и происхождения преодолевать разногласия и становиться единым обществом.
Эта инаугурация стала первой в истории США, которая транслировалась в интернете и последней, случившийся в XX веке. Церемония также транслировалась по радио и телевидению.
На церемонии присутствовало больше тысячи людей, также по традиции состоялись инаугурационный обед и парад. Чета Клинтонов посетили все 14 инаугурационных балов, проходивших в округе Колумбия.